# 福州園

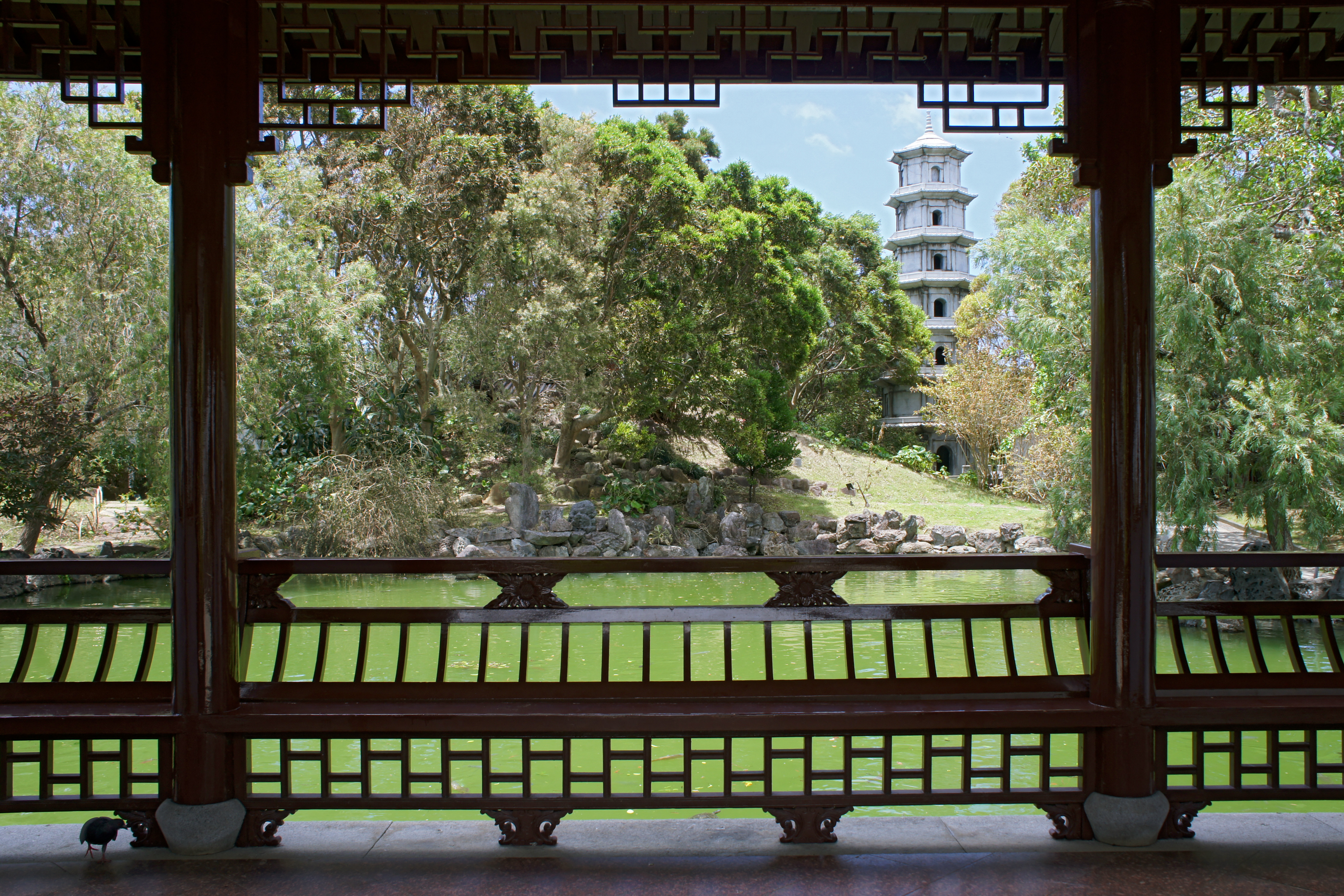
福州園

福州園是位於日本沖繩縣那霸市久米的中國式庭園。地址為那霸市久米2-39。

## 历史
福州園位於昔日琉球國久米村的遺址之上。久米村的居民是來自中國福建的閩人三十六姓的後裔，閩人三十六姓在琉球與中國交往的歷史上扮演著重要的角色。而福州曾經是琉球國向中國朝貢時的唯一貿易港口。
1981年5月20日，那霸與福州成為友好城市。1991年是那霸市建市70周年，也是其與福州締結友好城市的10周年。為了紀念這段歷史，那霸市政府決定在久米村的原址上修建福州園。福州園從設計到施工都是那霸方面聘請福州人完成的，使用的材料也完全來自福州。園內的主要建築有三山（于山、烏山、屏山）、二塔（烏塔、白塔）、一流（閩江）等，將福州有代表性的風景融入園中。
福州園於1992年9月正式開放，進入參觀是免費的。自2016年5月起，入園需購買門票。